# Stijn Vandenbergh
Stijn Vandenbergh (ur. 25 kwietnia 1984 w Oudenaarde) – belgijski kolarz szosowy. Olimpijczyk (2012).

## Osiągnięcia
Opracowano na podstawie:

2004
- 1. miejsce w Omloop Het Volk juniorów

2006
- 3. miejsce w Internationale Wielertrofee Jong Maar Moedig

2007
- 1. miejsce w Tour of Ireland
  - 1. miejsce w klasyfikacji młodzieżowej
  - 1. miejsce na 1. etapie

2009
- 2. miejsce w Grote Prijs Jef Scherens

2013
- 2. miejsce w Omloop Het Nieuwsblad

2016
- 1. miejsce na 1. etapie Tour de San Luis (jazda drużynowa na czas)
- 1. miejsce na 5. etapie Volta a la Comunitat Valenciana
- 3. miejsce w Baloise Belgium Tour

## Rankingi
| Rok             | 2013 | 2014 | 2015 | 2016 | 2017  | 2018 | 2019 | 2020  |
| --------------- | ---- | ---- | ---- | ---- | ----- | ---- | ---- | ----- |
| UCI World Tour  | 149. | 54.  | 88.  | -    | 335.  | 217. |      |       |
| World Ranking   |      |      |      | 275. | 1519. | 778. | 536. | 1451. |
| UCI Europe Tour |      |      |      | 223. | 1627. | 981. | 408. | 1090. |
|                 |      |      |      |      |       |      |      |       |
| Źródło: UCI     |      |      |      |      |       |      |      |       |